# Джо Куимби
Джоузеф „Джо“ Фицпатрик Фицджералд Фиценри Куимби младши (алюзия от Джон Фрицдералд Кенеди)(англ. Mayor Joseph „Jo“ Quimby) известен просто и като Кмета Куимби (англ. Mayor Quimby) - второстепенен персонаж в сериала „Семейство Симпсън“. Кмет на Спрингфилд, демoкрат. Образ на ловкия, хитър политик, чиито интереси са само власт, допълнителни доходи и жени. Допълнителните доходи обикновено са използване на бюджета на града за лични цели и подкупи от Дебелия Тони.

## Персонаж
Джо Куимби е кръстен на улица „NW Quimby Street“ в Портланд, родния град на Мат Грьонинг. Той е пародия на американския президент Джон Кенеди, който също като него е бил известен като голям женкар. Неовата съпруга (представена като жена облечена в розов костюм и шапка) е пародия на първата дама на САЩ Жаклин Кенеди.
Джо Куимби е избран за кмет на Спрингфилд през 1986 г. Оттогава той е многократно преизбиран, въпреки явните провали в политиката, подкупите и финансови злоупутреби. В един от епизодите републиканския елит на Спрингфилд сваля кмета Куимби чрез фалшификация на изборите. Барт и Лиса обаче разкриват мистификацията и Куимби се връща в кметството. Той остава до изборите през 2005 г., когато Кент Брокман, Райнер Улфкасъл и Хоумър се надпреварват с него. В крайна сметка Куимби получава необходимите му 5% от гласовете.
Куимби често може да се види в компанията на неграмотната блондинка (с която вероятно прави секс) „Мис Спрингфилд“.
Веднъж към кмета са отправени искове за признание на бащинство от 27 жени. Една от тях е Куки Кван, чието дете е като две капки вода с Джо. Куимби дава бебето на един от телохранителите си с думите „Възпитавай го като свое“.
В епизода „Lisa's Wedding“, чието действие е в бъдещето, може да се види, че в края на краищата Куимби е изгонен от кметското място по обвинения в корупция и става шофьор на такси във фирмата на Ото. Тогава използва псевдонима „Мохамед Джафар“.